# イワキテック
イワキテック株式会社（いわきてっく）は、船舶部品や大型クレーンなどを製造する日本の企業である。

## 概要
200メートル超級の大型船舶のハッチカバー・リフタブルデッキやブロック製造など船舶設備の製造を手掛けている。貨物船の積み荷の浸水を防ぐハッチカバーでは国内トップシェアを誇る。

## 事業所
- 本社・本社工場 - 愛媛県上島町岩城6017番地
- 因島工場 - 広島県尾道市因島重井町474番地の7
- 向島工場 - 広島県尾道市向島町111番地

## 沿革
- 1957年3月 - 「岩城興業株式会社」（本社：愛媛県岩城島新地）設立。
- 1965年7月 - 広島県因島市（現・尾道市）の因島鉄工団地内に重井工場を新設。
- 1971年10月 - 岩城島船越に本社工場を新設し移転。
- 1972年6月 - 船舶部を新設し、タグボート2隻、台船2隻建造運航。
- 1993年 - 中華人民共和国に合弁で張家港南菱城鋼構造有限公司を設立。
- 1997年4月 - 「イワキテック株式会社」に社名変更。重井工場を因島工場に改称。
- 1998年3月 - 本社工場、第一期設備新設（200トンジブクレーン、移動式上屋）。
- 2000年2月 - 本社工場、第二期設備増設（荷役岸壁新設、移動式上屋増設）。
- 2005年6月 - 本社工場に300トンジブクレーン新設。
- 2006年10月 - 広島県尾道市向島町に向島工場を新設。
- 2007年3月 - 本社工場埋立及び荷役岸壁増設工事完了。
- 2008年3月 - 本社工場第三期設備拡張計画完了（200トンジブクレーン及び屋外定盤）。
- 2009年10月 - 本社工場特別高圧受電設備導入。
- 2016年
  - 4月 - 本社工場クレーン桟橋延伸（50m）工事完了。
  - 10月 - 本社新社屋完成。

## 主要製品
- 舶用関連製品
- 陸上機械関連製品（コンテナ用クレーン・橋梁等）

## スポーツ
- 2024年10月に硬式野球部を創部し、2025年シーズンより社会人野球に参戦した。イワキテックの加盟により、愛媛県内では2025年より社会人野球チームが松山フェニックスと2チーム体制となった[2]。